# 島精機製作所
株式会社島精機製作所（しませいきせいさくしょ、英: SHIMA SEIKI MFG., LTD.）は、和歌山県和歌山市のニット機械製造・販売メーカー。
公式サイトでは「総合メカトロニクス企業」を謳う。創業者は島正博。みどり会の会員企業であり三和グループに属している。

## 歴史・概要

### 創業から全自動手袋編機の量産まで
1961年（昭和36年）7月に島正博が知人らとともにゴム入り安全手袋（軍手）の半自動編機製造会社として三伸精機株式会社を設立したのが始まりである。
三伸精機株式会社の設立時の出資者の多くがこの半自動編機の量産と量販を重点とした事業展開を求めていたため、全自動手袋編機の開発を目指した島正博 は1962年（昭和37年）2月に本社及び本社工場を移転して商号を島精機株式会社に変更し、翌月3月には現商号である株式会社島精機製作所に変更して新たなスタートを切った。
1963年（昭和38年）に指先まで丸く編んで手袋全体を縫い目ゼロで製造する全自動手袋編機の原型の開発に成功して発明協会和歌山県支部特賞し、翌年の1964年（昭和39年）には発明協会近畿地方特賞を受賞するなどこの技術は早くから高い評価を得ていた。
この技術を一段と深化させて1964年（昭和39年）12月31日の大みそかに量産型の全自動手袋編機を完成させ、1965年（昭和40年）に指先を角形に編んで後で人手による加工作業でかがり縫いする簡易型を商品化して発売し、今日に繋がる全自動編機事業を本格的に開始した。
この全自動手袋編機は高度経済成長に伴う作業手袋(軍手)の需要急増と相俟って1970年代にかけて出荷台数15,000台を超える大ヒット商品となり、初期の経営基盤を支えることになったが、発売初期では生産量を優先したため故障が多く、修理やメンテナンスなどのアフターサービスの負担が重荷となった。
そのため、問題解決と製品改良を目指して情報の顧客との共有や部品や製造工程の標準化を推進し、販売後のメンテナンスの費用の節減と顧客の安定操業を目指すことになった。

### 衿編機や横編機
全自動手袋編機の量産･量販による事業基盤の確立と平行して、その技術を背景に1966年（昭和41年）に全自動タイツ編機のプロトタイプを開発し、1967年（昭和42年）に発明協会近畿地方発明賞を受賞して改めてその技術力が評価されるなど、製品の分野の拡大を目指した技術開発も続けられた。
1967年（昭和42年）に全自動衿編機のプロトタイプを開発し、その後テーラーカラー編みを可能にしたタイプや他社の競合製品と比較して約3倍の生産性向上を実現したタイプなど1968年（昭和43年）までの間に3機種を開発して、全自動衿編機の製造に乗り出して事業領域を拡大した。
1968年（昭和43年）11月には全自動横編機のプロトタイプを完成させて、1969年（昭和44年）春には他社の競合製品と比較して約5倍の生産性向上を実現した反物の生地生産に特化した全自動横編機の量産型の製造を開始して、今日の主力製品の基盤を築いた。

### 編み方の多様化
1970年（昭和45年）9月にジャカード方式の全自動横編機を開発し、より複雑で洗練された柄を要するファッション業界の需要に対応するため1971年（昭和46年）6月に万能特殊柄編機を発売するなど編み方の技術的な幅を広げ、1972年（昭和47年）には基本となる中山ラーベン編みや蝶山ラーベン編みなどを簡単に製造できるだけでなく成形編みなどにも対応した新機種を発売し、1977年（昭和52年）にジャック選別や目移し機能も搭載した新型の全自動セミジャカード成型横編機を開発して発売するなどファッション業界の多様な要求に応える編み方の多様化に取り組み、二段ラーベン横編機の代表的な存在に成長させた。
こうした技術を活かして1975年（昭和50年）8月にジャカード方式の多様な柄組みに対応するファッション性重視の製品に適した全自動ジャカードシームレス手袋編機を開発し、同年秋のドイツ・ライプツィヒ繊維機械展示会でゴールドメダル賞を受賞すると共に、その直後のイタリアのミラノのITMA展などで世界の横編機業界からジャカード編み技術とシームレス全自動編機の融合として脚光を浴び、単なる作業手袋の量産技術からファッション手袋の量産という新たな領域にも進出した。
続いて、1979年（昭和54年）に羽毛が多く細い毛糸をループ状に編むパイル編みの技術にも取組み、糸から手袋までシンカーニット方式でシームレスなパイル編みを全自動で行う全自動シンカーパイル手袋編機を開発し、ジャガード編みとパイル編みという異なる編み方による多様なファッション手袋の量産を可能にして技術力による新市場の開拓を進めた。

### 周辺機器の開発や電子化への取組み
1975年（昭和50年）に完成した手袋の検品や最終仕上げ工程を機械化する自動手袋仕上げ機を開発して製造･販売を開始し、1978年（昭和53年）8月により小型でワンタッチで仕上げと検品の同時実行するなど操作性を向上させると共に生産量がそれ程大きくない場合に対応した新型の自動手袋仕上げ機を開発して製造･販売を開始し、翌年1979年（昭和54年）に300台を超えるヒット商品に成長させるなど手袋生産全体の自動化を進める周辺機器の開発･製造も進められた。
1977年（昭和52年）に電子制御を導入したにジャカード方式の全自動横編機を開発し、翌年1978年（昭和53年）3月に従来は職人の経験と暗黙知の蓄積による高い熟練度を要していた編み方の調整作業を電子制御化したシマトロニック・ジャカード・コンピュータ制御横編機を開発して、電子制御による作業工程の簡潔化で生産性を大幅に向上させた。
そして、この電子化に合せてデザイナーの手描きの柄を分解する専用スキャナーと、そのスキャナーで取り込まれたデジタル化された柄の情報を紙テープに転換する装置、そしてそのテープの編集作業等を行う装置を組み合わせ、その制御に必要だった指令用のパンチングされた紙テープを作成するテープメイキングシステムもあわせて開発･発売し、デジタル化の導入を顧客が容易に行えるようにした。
また、この電子化による多様な制御が可能になることに合せて機械の機構側も改良を施し、生産中の柄に使用しない針を機械内に仕舞い込んで針などの交換作業無しに多様な柄の切替を行いながら生産することを可能にし、豊富な柄をスピーディーで低コストに自動的に編み上げることが出来るようになった。
こうした電子制御によるコストダウンと多様ながらの生産が両立できるシステムにより、従来は機械化に向かないと考えられていた小ロット生産でも採算が合う水準まで製造費用低減を可能にし、1980年（昭和55年）に日本国内の横編機市場の過半数を占め、トップメーカーとしての地位を確立した。
1982年（昭和57年）には全自動シームレス手袋編機が電子制御化されるなど1980年代に全機種のデジタル化・システム化が進められていった。
1992年（平成4年）に自社のCADシステムと連携させて精密で均等な裁断を可能にする生地自動裁断と柄合わせ用裁断を行うシステムを発売し、電子制御による生産工程の統合を一段と進めている。

### デジタルデザインシステムの開発
1981年（昭和56年）に電子制御用のテープメイキングシステムを改良してテープを使用せずに横編機や関連機器と電子的に直接接続して制御すると共にディスプレイが設置されたデザインシステムが開発・発売され、電子化は新たな段階に入った。
1991年（平成3年）にコンピュータ横編機用のプログラムが自動化された自動制御装置を搭載して従来比約60倍のスピードを実現してファッションの多様化に伴って増大する多品種・小ロット生産に影響を与える柄サンプルづくり作業の大幅な時間短縮を実現した。
1983年（昭和58年）に柄のサンプリング以外のニットアパレルデザイン工程のコンピュータ処理を行うアパレルマルチデザインシステムを発売して作業可能な領域を広げ、1988年（昭和63年）に型紙の製図からニットパーツのサイズ展開、そして生地上でのレイアウトのためのマーキング作業というアパレルの縫製・製造におけるデザインや生産準備工程全般をコンピューター上で行うシステムへと発展させた。
1993年（平成5年）に型紙データの作成・ゲージ変換・編機用プログラミング作業・編地シミュレーション・刺繍シミュレーションなどの生産に関連する分野だけでなく、リアルなサンプル画像合成・配色検討から販売促進用のパンフレットやビデオデータ作成など商品企画や販売促進を含むニットアパレル産業の作業全般を行えるトータルデザインシステムを開発･発売し、実物のサンプルではなくデジタルデータによるサンプルを用いてデザインをやり取りしながら製品の開発をすることが可能な統合型のシステムへと発展させた。
2000年（平成12年）には完全無縫製横編機の制御データも同時作成しながらコンピューターグラフィックス上で確認可能なシステムへと発展し、顧客へのプレゼンテーションデータと生産工程データを同時作成することで販売先と合意次第すぐに生産に取り掛かることが可能となった。
また、顧客へのプレゼンテーション技術として3次元画像システムも導入され、2001年（平成13年）に服を装着した状態、2002年（平成14年）にハンガーにつるした状態を3次元画像として確認できるシステムが加えられ、ファッションの多様化に迅速に対応出来るニット製造業の業務フローを見据えた展開を行い、アパレルメーカーやデザイン事務所などで採用されるようになった。
1995年（平成7年）にニットを含む服などに染料や顔料などを使ってインクジェット方式でプリント出来るインクジェットプリンターを発売し、2007年（平成19年）にはセーターの毛羽の立ち方など微細な商品特性を残しながら背景の切り取りが行えて商品カタログ用の画像作成が簡単に作成できるソフトも発売する など、ニット産業が必要とするデジタル系の関連機器も開発･発売している。

### 完全無縫製横編機の開発
1982年（昭和57年）に左右同一のニットを成型編みで製造できるツインキャリッジ・コンピュータ制御横編機を発売し、1987年（昭和62年）に編み糸を送り出すステッチコントロールも完全電子制御されたコンピュータ制御横編機を発売し、製品全体を一括して編み上げるシステムへの第一歩を踏み出した。
1995年（平成7年）に完全無縫製横編機のプロトタイプが開発され、ホールガーメントと呼ぶニットの服を糸から一気にシームレスに編み上げるシステムへと発展した。
この完全無縫製横編機の実現には作動中に装置内で理論的に必要とされる糸長と実際消費された糸の長さを比較分析してその誤差を最小限に低減させ、生産現場における温湿度の変化による機械や糸などの変異を調整しながら編糸の消費量を調整することが可能な編糸供給装置により、生産現場の環境変化に影響されずに編地を制御通りの正確な寸法と均等な規格で編み上げて全てのニットのパーツをデザインされた型紙と一致させることが必要となるため、機構も含めて独自に開発した電子制御の編糸供給装置デジタルステッチコントロールシステムが用いられて、実現が可能になった。
2003年（平成15年）にはこの電子制御の編糸供給装置デジタルステッチコントロールシステムを改良して、編糸を供給する送り込みだけでなく、編糸の戻しも含めた両方向の制御を実現し、編み上げる工程の品質を安定させて編地の均一さを更に向上させ、高品質と生産性向上を両立する新型の編糸供給装置へと発展し、さらには給糸部分の張力も電子制御して極めて繊細なカシミヤ糸を使って高速で編み上げることも可能になり、多彩な糸を完全無縫製横編機で用いることが可能になった。
縫い目のないニット衣料がきれいに編める完全無縫製横編機の技術力は高く評価され、エルメスやグッチなど海外ブランドにも導入されている。

### コロナ禍・温暖化・反政府デモの逆風
快調に業績を伸ばしてきた島精機であるが、2020年（令和2年）以降2023年（令和5年）までの決算は4期連続で赤字に陥ることになった。新型コロナウイルス感染症の拡大により、世界各地で工場の操業停止や営業活動の中断が生じたことに加え、環境意識の高まりを背景に商品の過剰生産や在庫数量を抑制する動きが継続したこと、コロナ禍を背景とした部品や原材料価格、物流費の高騰の影響などによるものという。
コロナ禍が落ち着きをみせ、ようやく景気も回復基調になった2024年（令和6年）3月期には5期ぶりに業績も黒字転換し、2025年3月期も当初は黒字を予想していた。
しかし、主要マーケットである中国市場において景気回復の遅れから中国国内向けの設備投資が低調となっていること、イタリア市場において景気減速に加え2023年から2024年にかけての暖冬の影響から有名ブランドなど市場全体の設備投資意欲が減退してきていること、さらに、アジア地域における先進国向けニット製品の生産拠点であるバングラデシュで2024年7月中旬以降大規模な反政府デモが激化、現地生産工場の操業やサプライチェーンに影響が出ており、顧客の正常な事業運営が難しくなるなどの外部要因が重なり、2025年3月期上半期の業績予想が赤字へと修正されることになった。
2025年3月期通期の業績見通しについては、上記諸事情等の業績への影響を合理的に算定することがいまだ困難であることから、黒字の予想を据え置き、今後業績予想の合理的な算定が可能となった時点で速やかに公表するとしている。

## 沿革
- 1961年（昭和36年）7月 - ゴム入り安全手袋(軍手)の半自動編機製造会社として[5] 三伸精機株式会社設立[1]。
- 1962年（昭和37年）
  - 2月4日 - 本社及び本社工場を移転して島精機株式会社に商号を変更[1]。
  - 3月 - 株式会社島精機製作所に商号を変更[1]。
- 1963年（昭和38年） - 全自動手袋編機のプロトタイプを開発[5]。
- 1964年（昭和39年）12月31日 - 全自動手袋編機の量産型を開発[7]。
- 1968年（昭和43年） - 全自動衿編機の製造を開始[5]。
- 1969年（昭和44年）春 - 全自動横編機の製造を開始[5]。
- 1970年（昭和45年）9月 - ジャカード方式の全自動横編機を開発[5]。
- 1975年（昭和50年）
  - 8月- 全自動ジャカード手袋編機を開発[5]。同年秋に独ライプツィヒ展ゴールドメダル賞を受賞[5]。
  - 自動手袋仕上げ機の製造･販売を開始[5]
- 1978年（昭和53年）3月 - シマトロニック・ジャカード・コンピュータ制御横編機SNCを開発[5]。
- 1979年（昭和54年） - 全自動シンカーパイル手袋編機を開発[5]。
- 1981年（昭和56年） - デザインシステムを開発[5]。
- 1983年（昭和58年） - アパレルマルチデザインシステムを開発[5]。
- 1990年（平成2年） - 大阪証券取引所市場第二部に上場。
- 1992年（平成4年） - 大阪証券取引所市場第一部へ指定替え。
- 1993年（平成5年） - トータルデザインシステムを開発。
- 1995年（平成7年） - 完全無縫製横編機SWGを開発（ホールガーメント）[5]。第12回国際繊維機械見本市（ITMA95 ミラノ開催）に出展。
- 1996年（平成8年） - 東京証券取引所市場第一部に上場。

## グループ会社
- 株式会社シマファインプレス
- ティーエスエム工業株式会社
- 株式会社海南精密
- 東洋紡糸工業株式会社
- 株式会社ツカダシマセイキ
- 株式会社サウステラス

## テレビ番組
- 日経スペシャル カンブリア宮殿 ものづくりでファッションに革命起こした"エジソンを超えた男"（2016年1月21日、テレビ東京）[23]

## 書籍

### 関連書籍
- 『私の歩み(Part2) ファッションビジネスリーダーの軌跡』（著者:繊研新聞社）（2002年10月8日、繊研新聞社）ISBN 9784881241042 - 島正博（島精機製作所社長）ほか 全10名収録
- 『匠たちの挑戦 3 日本発、技術開発物語』（監修:研究産業協会、編者:オーム社）（2002年12月20日、オーム社）ISBN 9784274948848 - 複雑な絵柄も簡単に編める「コンピュータ制御横編機」を開発（島正博）ほか 全9名収録
- 『EVER ONWARD 限りなき前進 シマセイキ社長島正博とその時代』（著者:辻野訓司）（2009年9月2日、産経新聞出版）ISBN 9784863060623
- 『私の経営学 4』（著者:島正博 宗次德二 大橋洋治 牛久保雅美 吉田忠裕）（2015年9月11日、商工中金経済研究所）ISBN 9784904735244
- 『つながる力 世紀の発明家・島正博の源流と哲学』（著者:合田周平）（2019年9月24日、PHP研究所）ISBN 9784569840499
- 『愛氣創造 シマセイキ創業者 島正博とその時代』（著者:辻野訓司）（2021年9月1日、産經新聞出版）ISBN 9784863061569